# 侯志英
侯志英（1931年3月—2016年9月19日），河南社旗县人，1956年毕业于河南师范学院（今河南大学）历史系，后来又毕业于中国人民大学历史系研究生班。1983年2月至1990年11月任中共河南省委常委、省委宣传部部长，1990年11月至1998年4月担任第七届、第八届河南省人大常委会副主任。